# Rhamphomyia issikii
Rhamphomyia issikii är en tvåvingeart som beskrevs av Ito 1961. Rhamphomyia issikii ingår i släktet Rhamphomyia och familjen dansflugor. Inga underarter finns listade i Catalogue of Life.